# 瑞典浩室黑手黨
瑞典浩室黑手黨（英語：Swedish House Mafia，縮寫：SHM）是一個瑞典電子舞曲樂團，由艾克索、史蒂夫·安傑洛與塞巴斯蒂安·因格羅索三位浩室唱片騎師兼音樂製作人於2008年所組成。樂團所出的兩張專輯六支單曲在歐洲各大排行榜上獲得佳績。此超級樂團曾經登上《DJ雜誌》百大唱片騎師排行榜第10名，兩度入圍葛萊美獎，連續兩年獲得MTV歐洲音樂大獎最佳瑞典藝人獎項。
2012年6月24日，樂團在官方網站宣佈樂團即將解散。2013年3月24日樂團在Ultra Music Festival的演出過後，樂團正式解散。並於2018年之Ultra Miami正式復出。

## 歷史
Steve Angello與Sebastian Ingrosso在六到七歲時在斯德哥爾摩即已認識，因Sebastian Ingrosso家中經營唱片公司的緣故，兩人因此接觸到了音樂。之後兩人偶遇Axwell後，三人開始合作。Steve Angello說：「Axwell比我們兩個大好幾歲，我們必須互相學習。」
三人在2007年共同創作歌曲《Get Dumb》，這首歌中菲律賓DJ Laidback Luke亦有參與製作。2009年，三人與Laidback Luke和黛博拉·考克斯共同推出單曲《Leave the World Behind》並因為與原唱片公司EMI意見不合而於2010年與環球唱片的子公司寶麗多唱片（原寶麗金唱片）簽約。2010年5月26日，他們以「瑞典浩室黑手黨」的名稱在Beatport上發行首支單曲《One》。這支單曲在英國單曲排行榜上獲得第7名佳績。樂團後又以這支單曲美國嘻哈歌手菲瑞·威廉斯合作推出演唱版本《One (Your Name)》。2010年9月，樂團與天霸泰尼共同推出第二支單曲《Miami 2 Ibiza》，登上英國單曲排行榜第4名。2010年10月22日，樂團推出首張專輯《合而為一》，三支暢銷單曲《Leave the World Behind》、《One (Your Name)》及《Miami 2 Ibiza》亦有收錄在專輯內。此張專輯獲得了英國唱片業協會的金級認證。
2011年5月13日，樂團與瑞典歌手John Martin推出單曲《Save The World》，這張單曲在英國單曲排行榜獲得第10名。John Martin表示：「一般的歌曲大多需要好幾個星期的時間才能醞釀出來，但這首歌在美好的時刻中自己就生出來了。」這首歌入圍了第54屆葛萊美獎最佳舞曲錄音。12月16日，樂團與澳洲電子音樂團體Knife Party合作推出歌曲《Antidote》。2012年3月12日，樂團與瑞典烈酒品牌絕對伏特加合作推出歌曲《Greyhound》。同年樂團參與美國節奏藍調歌手亞瑟小子的專輯《唯我獨尊》中兩支單曲《Numb》與《Euphoria》的製作。
2012年6月24日，樂團在官方網站貼出一則訊息，指樂團即將在最後一次巡迴音樂會後解散。在與滾石雜誌的專訪中，團員Steve Angello表示，他們已經遠遠的超出他們的夢想了。他說，在解散之後，他將專心經營他所成立的唱片公司－Size Records。樂團於2012年9月24日公布最後的巡迴音樂會將命名「One Last Tour」，將從2012年11月表演至2013年3月為止。其在紐約麥迪遜廣場花園的表演門票甚至在9分鐘內即售罄，在二手市場甚至喊價喊到1000美元。但由於音樂會的需求量太大，樂團最終決定增加演出場次，並決定在2013年3月Ultra Music Festival的表演之後正式解散。
2012年9月14日，樂團發行了最後一支單曲《Don't You Worry Child》，單曲在告示牌百強單曲榜和英國單曲排行榜分別登上第6名和第1名，還入圍了第55屆葛萊美獎最佳舞曲錄音。9月17日，樂團發行專輯《即刻引爆》，這支單曲收錄了樂團在One Last Tour上所表演的歌曲。2013年3月27日在Ultra Music Festival上的表演過後，樂團正式解散。
2018年3月25日，Swedish House Mafia 被 DJ Mag 德国版杂志确认会在 Ultra Music Festival 2018 作为第三天的压轴嘉宾带来演出。演出在30分钟的舞台整顿后正式开始，以“Miami 2 lbiza”作为第一首歌。

## 作品

### 專輯
- 2010年：《合而為一》
- 2012年：《即刻引爆》
- 2022年：《再次进入天堂》

#### 現場專輯
- 2012年：《One Night Stand: The Live Album》

### 單曲
- 2010年：《One》（feat. 菲瑞·威廉斯）
- 2010年：《Miami 2 Ibiza》（與天霸泰尼）
- 2011年：《Save the World》
- 2011年：《Antidote》（與Knife Party）
- 2012年：《Greyhound》
- 2012年：《Don't You Worry Child》（feat. John Martin）

## 獎項

### 葛萊美獎
| 年份   | 獲提名                                     | 獎項         | 結果 |
| ------ | ------------------------------------------ | ------------ | ---- |
| 2012年 | Save The World                             | 最佳舞曲錄音 | 提名 |
| 2013年 | Don't You Worry Child（feat. John Martin） | 最佳舞曲錄音 | 提名 |

### MTV歐洲音樂大獎
| 年份   | 獲提名         | 獎項         | 結果 |
| ------ | -------------- | ------------ | ---- |
| 2010年 | 瑞典浩室黑手黨 | 最佳瑞典藝人 | 獲獎 |
| 2011年 | 瑞典浩室黑手黨 | 最佳瑞典藝人 | 獲獎 |

## 外部連結
- 官方网站
- 瑞典浩室黑手黨在Allmusic上的頁面
- YouTube上的瑞典浩室黑手黨頻道
- 瑞典浩室黑手黨的MySpace主頁
- 瑞典浩室黑手黨的X（前Twitter）
- 瑞典浩室黑手黨的Facebook專頁